# Atrani
Atrani község (comune) Olaszország Campania régiójában, Salerno megyében. Az Amalfi-part többi településével együtt 1997 óta része az UNESCO világörökségének.

## Fekvése
Amalfitól keletre, kevesebb, mint 1 km-re fekszik, egy kis öbölben a Dragone hegyi patak torkolatvidékénél, meredek sziklafalak között. Mindössze 0,2 km-es területtel és 965 lakossal Atrani Olaszország legkisebb önálló községe.

## Története
Története minden tekintetben megegyezik a szomszédos Amalfi városának történetével. Római arisztokrata családok telepedtek meg először ezen a vidéken, majd később a gazdag amalfii kereskedők építették fel itt fényűző palotáikat. Az Amalfi Köztársaság idején a pisai flotta kétszer is kifosztotta (1135-ben és 1137-ben), ami a település hanyatlásához vezetett. Ehhez hozzájárultak a Manfréd, Szicília régense és királya által betelepített szaracén kalózok is, akiket csak a 13. században I. Anjou Károly uralkodása alatt sikerült elűzni. Atraniból származik Masaniello, az Első Nápolyi Köztársaság vezéralakjának anyja. A forradalmár többször is az Atrani melletti hegyvidéken bujkált, ennek emlékét ma is örzi a Masaniello-barlang (Grotta di Masaniello). A további évszázadokban az Amalfit is uraló nápolyi nemesi családok birtoka volt. 1861-ben az Olasz Királyság része lett.

## Népessége
A népesség számának alakulása:

## Fő látnivalói
Az aprócska település központja a Piazza (hivatalos nevén Piazza Umberto I), számos vendéglővel és kocsmával. 
A San Salvatore de’Bireto-dómban, amelyet 940-ben alapítottak, és amelyet egy 1087-ben Konstantinápolyban öntött bronzkapu díszít, koronázták meg a hagyomány szerint az Amalfi Köztársaság dózséit.
A Santa Maria Maddalena-templom 1274-ben épült, azóta kevés módosításon esett át, ezek közül a legjelentősebb a homlokzat barokkosítása volt (1771). A templom és harangtornya már az építése után a település jelképeivé váltak. 
Szállodák és egyéb turisztikai látványosság hiányában Atrani megőrizte eredeti arculatát. Atraniból a környéken jellegzetes meredek lépcsős utak vezetnek Ravellóba, a part mentén Castiglioneba és Minoriba.